# Piz Arlos
Piz Arlos är en bergstopp i Schweiz.   Den ligger i regionen Albula och kantonen Graubünden, i den östra delen av landet, 170 km öster om huvudstaden Bern. Toppen på Piz Arlos är 2 697 meter över havet, eller 32 meter över den omgivande terrängen. Bredden vid basen är 0,42 km.
Terrängen runt Piz Arlos är bergig österut, men västerut är den kuperad. Runt Piz Arlos är det mycket glesbefolkat, med 5 invånare per kvadratkilometer.. Närmaste större samhälle är Thusis, 18,9 km nordväst om Piz Arlos. 
I omgivningarna runt Piz Arlos växer i huvudsak blandskog.